# 동경 127도
동경 127도는 본초 자오선에서 동쪽으로 127도 떨어진 경선이다. 북극점에서 시작하여 북극해와 아시아, 태평양, 오스트랄라시아, 인도양, 남극해, 남극을 거쳐 남극점에 이른다.
북극점에서 남극점까지 동경 127도선은 다음 지역을 지나간다.
| 좌표                                                    | 나라, 지역, 해역       | 주석 |
| ------------------------------------------------------- | ---------------------- | --- |
| 북위 90° 0′ 동경 127° 0′  / 북위 90.000° 동경 127.000°  | 북극해                 | |
| 북위 77° 34′ 동경 127° 0′  / 북위 77.567° 동경 127.000° | 랍테프해               | |
| 북위 73° 27′ 동경 127° 0′  / 북위 73.450° 동경 127.000° | 러시아                 | |
| 북위 51° 0′ 동경 127° 0′  / 북위 51.000° 동경 127.000°  | 중화인민공화국         | 헤이룽장성 지린성 헤이룽장성 - 약 10 km |
| 북위 41° 45′ 동경 127° 0′  / 북위 41.750° 동경 127.000° | 조선민주주의인민공화국 | 자강도 량강도 함경남도 평안남도 강원도 황해북도 |
| 북위 38° 13′ 동경 127° 0′  / 북위 38.217° 동경 127.000° | 대한민국               | 경기도(수원역) 서울특별시(서울대학교병원, 반포대교 남단) 세종특별자치시 대전광역시 충청남도 충청북도 전북특별자치도 전라남도 광주광역시 제주특별자치도 |
| 북위 34° 18′ 동경 127° 0′  / 북위 34.300° 동경 127.000° | 동중국해               | 대한민국의 우도 바로 동쪽을 지난다. 일본의 구메섬과 도나키섬 사이를 지난다.                                                                            |
| 북위 25° 45′ 동경 127° 0′  / 북위 25.750° 동경 127.000° | 태평양                 | 필리핀해 - 인도네시아 탈라웃 제도 바로 동쪽을 지난다.                                                                                                  |
| 북위 4° 17′ 동경 127° 0′  / 북위 4.283° 동경 127.000°   | 말루쿠해               | 인도네시아의 라탈라타섬과 카시루타섬 바로 서쪽을 지난다.                                                                                               |
| 남위 1° 43′ 동경 127° 0′  / 남위 1.717° 동경 127.000°   | 스람해                 | |
| 남위 3° 9′ 동경 127° 0′  / 남위 3.150° 동경 127.000°    | 인도네시아             | 바루섬 |
| 남위 3° 43′ 동경 127° 0′  / 남위 3.717° 동경 127.000°   | 반다해                 | 인도네시아의 웨타르섬 바로 동쪽을 지난다. |
| 남위 8° 20′ 동경 127° 0′  / 남위 8.333° 동경 127.000°   | 동티모르               | |
| 남위 8° 41′ 동경 127° 0′  / 남위 8.683° 동경 127.000°   | 티모르해               | |
| 남위 13° 46′ 동경 127° 0′  / 남위 13.767° 동경 127.000° | 오스트레일리아         | 웨스턴오스트레일리아주 |
| 남위 32° 18′ 동경 127° 0′  / 남위 32.300° 동경 127.000° | 인도양                 | 오스트레일리아 정부는 이 해역을 남극해의 일부로 본다.                                                                                                  |
| 남위 60° 0′ 동경 127° 0′  / 남위 60.000° 동경 127.000°  | 남극해                 | |
| 남위 66° 31′ 동경 127° 0′  / 남위 66.517° 동경 127.000° | 남극                   | 오스트레일리아령 남극 지역, 오스트레일리아가 영유권을 주장하고 있다.                                                                                   |

## 같이 보기
- 동경 126도
- 동경 127.5도
- 동경 128도